# 拉卜楞杜鹃
拉卜楞杜鹃（学名：Rhododendron labolengense）为杜鹃花科杜鹃花属下的一个种。

## 扩展阅读
維基物種上的相關：拉卜楞杜鹃